# Jean-François Médard
Pour les articles homonymes, voir Médard.
Jean-François Médard, né en 25 novembre 1934 à Rouen et mort le 23 septembre 2005 à Pessac, est un enseignant français. 
Professeur de science politique à l’Institut d'études politiques de Bordeaux, spécialiste de l'Afrique, il est connu pour ses travaux sur le clientélisme et le néo-patrimonialisme. 

## Biographie
Diplômé d’une licence de droit puis de l'IEP de Bordeaux, il commence sa carrière comme instructeur à l’Institute of Foreign Studies de Monterey aux États-Unis. Son travail est alors centré sur le pouvoir local en France[réf. nécessaire].
Il soutient une thèse de doctorat d’État en sciences politiques en 1966 avant d’entreprendre une carrière d’enseignant à l’IEP de Bordeaux. Il y occupe la place de responsable du Diplôme d'études approfondies (DEA) Études africaines, et de directeur de thèse. 
Il consacre ses recherches à l’étude de l’État au Cameroun, puis des entrepreneurs politiques au Kenya. 
Sa carrière d’enseignant se poursuit à l’université de Yaoundé de 1973 à 1977, au centre de recherche, d’échanges, et de documentation universitaire de 1981 à 1986. Il voue alors ses recherches à l’analyse des entrepreneurs politiques au Kenya. Il poursuit ses voyages, fréquemment invité dans des universités étrangères, au Botswana notamment[réf. nécessaire].
Il s’inscrit dans la suite du développementalisme des années 1960, et à la théorie de la dépendance des années 1970. Le terme de « vague » correspond à la convergence limitée des courants intellectuels qui s’y retrouvent. Inspiré de Shmuel Eisenstadt, il concentre ses recherches sur la confusion permanente entre sphère privée et publique.
Père de famille, et marié à Burney Médard, il transmet sa passion pour l’Afrique à ses enfants qui auront une carrière en lien avec le continent.
Il fonde le périodique Politique africaine en 1981, qui s’impose progressivement comme référence en France et à l’international pour le continent[réf. nécessaire]. 
Il est également un des principaux fondateurs de la Revue internationale de politique comparée.

## Travaux

### Néo-patrimonialisme
Le concept du néo-patrimonialisme a été développé pour la première fois par Shmuel Eisenstadt en 1973. En partant du sous-type idéal du patrimonialisme, il est repris et actualisé par Jean-François Médard pour combler les lacunes du schéma de Jean-François Bayart. Ce concept a donné une interprétation de l'État en Afrique à partir des catégories wébériennes de domination.
Le patrimonialisme, selon Max Weber, est un type idéal de domination traditionnelle fondé sur l’absence de différenciation entre le public et le privé. D’après Jean François Médard : « Le patrimonialisme traditionnel qui combine un dosage variable d'arbitraire personnel et de normes traditionnelles correspond à l’extension de la logique de la domination patriarcale au-delà des frontières de la parenté ». Ainsi cette confusion du public et du privé est le commun dénominateur à tout un ensemble de pratiques caractéristiques de l’État africain et de sa logique de fonctionnement, à savoir, la corruption, qu’elle soit purement économique ou liée à un échange social, ou encore le clientélisme, le patronage, le népotisme, le tribalisme.
Toutefois, Médard apporte une certaine nuance en s’appuyant sur les travaux pionniers de Shmuel Eisenstadt. L’introduction du préfixe « néo » permet d'enlever toute ambiguïté sur la distinction entre les régimes patrimoniaux dits « traditionnels » et « post-traditionnel ». Le préfixe « néo » contextualise la réalité du continent africain. Ainsi, le recours au concept de néo-patrimonialisme permet de traduire la permanence d’une confusion entre sphère privée et sphère publique, tout en mettant bien en évidence que l’on ne se situe plus dans « un environnement foncièrement traditionnel ». C’est notamment la présence d’une bureaucratie qui vient témoigner de son caractère moderne. Le néo-patrimonialisme correspond donc à une situation de dualisme ou un type mixte, où l'État se caractérise par un phénomène de patrimonialisation et de bureaucratisation.
Il établit dans son ouvrage L’État néo-patrimonial en Afrique noire publié en 1991, les quatre caractéristiques du Néo-patrimonialisme :
1. La personnalisation du pouvoir engendre pour ainsi dire un manque d’institutionnalisation ;
2. Le mode particulier d’accumulation et l’interchangeabilité des ressources politico-économiques et symboliques » intimement lié à la notion de Big Man en Afrique. En Afrique selon Médard, il faut être riche pour avoir le pouvoir, et il faut avoir le pouvoir pour être riche ;
3. L’État néo-patrimonial en Afrique est l’instigateur des inégalités sociales sur le continent. Il favorise en quelque sorte l’émergence d’une classe dominante face à une autre moins favorisées ;
4. Ce néo-patrimonialisme a des implications immédiates en ce qui concerne la relation entre État et développement en Afrique et donc son incapacité à promouvoir le développement.

### Le clientélisme
Jean-François Médard apporte une contribution à la science politique notamment grâce à ses travaux sur le clientélisme. Il s'intéresse de près à la relation entre clientélisme et corruption et apporte une double clarification à cette relation, en utilisant un aspect normatif qu'il assume pleinement. Cette clarification est en premier lieu relative aux concepts et ensuite relative aux interactions entre les phénomènes, de plus il veille à clarifier les différences de nuance entre les diverses typologies de corruption et de clientélisme. La corruption est souvent associée à la corruption marchande qui constitue un échange de nature uniquement économique, le pot de vin en somme. La corruption politique se définit comme un troc, une décision politique contre de l’argent et le clientélisme se définit comme : « un échange de faveurs contre des suffrages électoraux », on parle donc d’échange social.Seulement ces distinctions sont purement analytiques, en réalité il y a toujours selon Jean-François Médard une dimension économique dans l’échange social et surtout dans les pratiques clientélaires.Dès lors apparaît la notion de clientélisme politique qui articule des relations de clientèle à la vie politique, ce qui conduit généralement à l’associer à la corruption.
La relation de clientèle est « un rapport de dépendance personnelle non lié à la parenté » (afin de distinguer le clientélisme du népotisme) « qui repose sur un échange réciproque de faveur entre deux personnes (patron/client) qui possèdent des ressources inégales ». En tant que telle la relation clientèle ne relève pas de la problématique de la corruption. Pour autant la question de la corruption se pose dès lors que la relation clientèle, qui est un échange social de nature privée, interfère avec le domaine public, dans ce cas le clientélisme politique peut être perçu comme une forme de corruption qui relève de l’échange social et non économique.
La corruption au sens strict se manifeste de deux manières distinctes: d’abord comme un interférence de relations privées sur des relations d’ordre public, dans ce cas ci Jean-François Médard introduit la notion de clientélisme à la romaine, c’est-à-dire une forme de lien social légitime.  Ensuite comme pratique clientélaires ressenties par les intéressés comme de la corruption, c’est-à-dire une pratique qui est condamnable. Même si le clientélisme politique constitue la négation du principe de distinction du public et du privé, qu’il repose sur le particularisme et le favoritisme et de fait, représente une entorse aux principes démocratiques, il fait néanmoins partie intégrante du mode de fonctionnement concret de l’État, et ne pourra donc jamais disparaître.

### La notion deBig Man
Jean-François Médard, à travers sa vision du néo-patrimonialisme,  souligne « l’importance des logiques verticales, informelles et personnalisées au sein des systèmes africains ». Il remet au cœur de l’analyse politique le rôle des multiples acteurs qui y ont une influence.
Le terme de « big man » désigne le fonctionnement des « politiciens entrepreneurs » en Afrique. Ces acteurs politiques sont caractérisés par le fait qu'ils pratiquent le straddling, un chevauchement des postes et rôles dans différentes sphères. Le big man peut être à la fois homme d'affaires et leadeur d’un groupe d'intérêt. La séparation entre les domaines d'action n'est pas parfaitement claire. Dans ces situations, les positions peuvent se révéler contradictoires et entraîner certaines formes de corruption. En effet, les leaders politiques font un « usage privatif de la res publica », c’est-à-dire que la chose publique est instrumentalisée pour servir l’intérêt individuel ou familial du responsable politique.
Selon Jean-François Médard, l’analyse de la politique africaine doit se tourner vers les acteurs, car ils sont captés par des intérêts privés qui altèrent leurs actions. L’intérêt public est déjoué afin de servir des intérêts privés, c’est pour cette raison qu’analyser les systèmes en Afrique implique une analyse approfondie des comportements des acteurs. Le Big man de l’Afrique contemporaine décrit par Médard peut être lié au concept anthropologique du même nom développé par Marshall Sahlins. Jean-François Médard compte également dans ses influences les écrits de Robert Jackson et Carl Rosberg.

## Inspirations
Jean-François Médard s’inspire de la théorie wébérienne du patrimonialisme mais l’enrichit avec les thèses des anthropologues Malinowski, Maurice Godelier et des sociologues Shmuel Eisenstadt, Charles Tilly et Bertrand Badie. De même, sa démarche comparatiste est wébérienne, mettant en avant la spécificité occidentale. 

## Critiques
Les travaux de Jean-François Médard sont reconnus et souvent cités dans la littérature scientifique[réf. nécessaire]. Daniel C. Bach (directeur de recherche en Science Politique au CNRS) estime que Jean-François Médard a contribué internationalement à la science politique. Ses travaux sur le clientélisme, les politiciens entrepreneurs, l’État patrimonialisé, le concept de néopatrimonialisme ont offert un apport considérable à la science politique africaniste.  Jean-François Médard était un membre fondateur de la revue Politique africaine, et s’est appliqué à étudier dans une perspective continentale et comparative. Il est reconnu comme un comparatiste exemplaire, confrontant le terrain empirique de son pays d’origine à un cas étranger. 
De la même manière, Jean-Pierre Chrétien, historien français, spécialiste de l’Afrique des Grands lacs, rend hommage à Jean-François Médard en saluant ses travaux, sur les logiques et le fonctionnement des États africains, le néopatrimonialisme, la corruption, les médias et les Églises. André-Paul Frognier, avec qui il a cofondé la Revue internationale de politique comparée le cite comme l’un des plus grands politistes-africanistes français. Son dossier sur la corruption politique de la revue fut l’un des dossiers les plus cités de celle-ci.
De même, Renaud Payre souligne le travail de Jean-François Médard sur les communautés locales aux États-Unis. Il décrit dans son ouvrage les recherches de Médard et montre comment le politiste africaniste est un réformateur dans cette étude. Par ailleurs, l’ouvrage Le comparatisme à la croisée des chemins, dirigé par Dominique Darbon, est consacré à l’œuvre de Jean-François Médard. Ainsi, treize chercheurs expliquent les théories de Jean-François Médard et montrent leurs apports dans la science politique africaine. Jacques Palard identifie une méthode Médard définie comme « l’étude du calcul stratégique des acteurs politiques [...] et de composantes de la culture politique ». Grâce à cette méthode, les travaux de Jean-François Médard sur Bordeaux et son agglomération constitueront des précurseurs des études menées en sociologie sur la politique locale en France. Dans ce même ouvrage, Michel Cahen élabore une critique du concept d’État néo-patrimonial, fondé par Jean-François Médard. Toutefois, il ne reprend pas les termes traditions et modernité dans la tradition disciplinaire politiste et dans leur connotation webérienne. Selon Michel Cahen, l’État néo-patrimonial serait un état particulier de l’État, dans lequel on trouve « une tendance au clientélisme dans la société lors de sa pénétration de l’appareil d’État ». De même l’État serait « en situation d’occidentalisation subalterne », dans lequel des corps sociaux ne remplissent pas leurs fonctions.
Toutefois, certains écrits de Jean-François Médard ont été critiqués. L’ouvrage État et bourgeoisie en Côte d’Ivoire que Jean-François Médard codirigea avec Y.-A Fauré fut vivement critiqué et l’équipe de Politique africaine fut accusée d’être réactionnaire ou conservatrice.